# Снайдер, Дебора
Дебора Снайдер (англ. Deborah Snyder; дев. Джонсон (англ. Johnson) — американский продюсер художественных фильмов и телевизионных рекламных фильмов. Замужем за режиссёром Заком Снайдером и часто с ним работает как партнёр-продюсер над такими фильмами, как «Хранители» и «300 спартанцев». Является сооснователем продюсерской компании «Cruel and Unusual Films».

## Личная жизнь
Замужем за режиссёром Заком Снайдером. Они впервые встретились в 1996 году и поженились 25 сентября 2004 года в Епископальной церкви Святого Варфоломея в Манхэттене, Нью-Йорке. В настоящее время Снайдеры проживают в Пасадене, Калифорнии.

## Карьера
До начала продюсерской карьеры Снайдер работала в рекламном агентстве Нью-Йорка Backer Spielvogel Bates. В 1996 году она наняла Зака Снайдера, чтобы снять рекламу для Reebok, надеясь создать рекламу с кинематографическим чувством. В то время она встречалась с арт-директором рекламы, в то время как Снайдер был женат. В 1997 году Снайдер служила продюсером телевизионного документального фильма «Поговори со мной: Американцы в разговоре». В 2002 году она наняла Зака Снайдера, чтобы снять рекламу дезодоранта Soft and Dri в Новой Зеландии. Пара начала встречаться после окончания съёмок. В 2004 году супруги стали соучредителями «Cruel and Unusual Films» вместе с их партнёром-продюсером Уэсли Коллером.
В 2007 году Снайдер стала исполнительным продюсером фильма 2007 года режиссёра Зака Снайдера «300 спартанцев», адаптации одноимённого графического романа Фрэнка Миллера. Она также стала продюсером адаптации 2009 года графического романа «Хранители». Снайдер была исполнительным продюсером анимационного фильма 2010 года «Легенды ночных стражей», который был основан на «Ночных стражах», серии детских фэнтезийных книг Катрин Ласки. Фильм был выпущен в сентябре 2010 года. Далее Снайдер стала продюсером «Запрещённого приёма», где её муж выступил сосценаристом, сопродюсером и режиссёром. «Запрещённый приём» был выпущен 25 марта 2011 года.
Снайдер вместе с Кристофером Ноланом и Эммой Томас стала продюсером перезапуска фильмов о Супермене, киноленты «Человек из стали», режиссёром которого выступил Зак Снайдер. Она также будет продюсером ремейка фильма 1969 года «Иллюстрированный человек», к которому Зак Снайдер прикреплён как режиссёр; она также станет продюсером «Последней фотографии», фильма о фотографии, которая вдохновляет двух человек на поездку в охваченный войной Афганистан. Режиссёром фильма станет Сергей Бодров.

## Фильмография
| Год  | Название                                        | Ориг. название                                | Роль                    |
| ---- | ----------------------------------------------- | --------------------------------------------- | ----------------------- |
| 2007 | 300 спартанцев                                  | 300                                           | исполнительный продюсер |
| 2009 | Хранители                                       | Watchmen                                      | продюсер                |
| 2010 | Легенды ночных стражей                          | Legend of the Guardians: The Owls of Ga’Hoole | исполнительный продюсер |
| 2011 | Запрещённый приём                               | Sucker Punch                                  | продюсер                |
| 2013 | Человек из стали                                | Man of Steel                                  | продюсер                |
| 2014 | 300 спартанцев: Расцвет империи                 | 300: Rise of an Empire                        | продюсер                |
| 2016 | Бэтмен против Супермена: На заре справедливости | Batman v Superman: Dawn of Justice            | продюсер                |
| 2017 | Чудо-женщина                                    | Wonder Woman                                  | продюсер                |
| 2017 | Лига справедливости                             | Justice League                                | продюсер                |
| 2018 | Аквамен                                         | Aquaman                                       | продюсер                |